# Walter Jacobsen
Walter Julius Jacobsen, född 1 december 1895 i Altona, död 1 juni 1986 i Hamburg, var en tysk psykolog och psykotekniker.
Walter Jacobsen blev filosofie doktor 1933 med avhandlingen Individualität und soziale Rolle. Han blev 1937 kallad till Sverige av NKI-skolan, för vars räkning han utförde en systematiskt upplagd yrkesprövning av förskolebarn i Stockholm. Jacobsen startade 1940 tillsammans med M. Ruthquist Institutet för praktisk psykologi och yrkesvalsfrågor i Stockholm, vars verksamhet avtog, sedan Stockholms högskolas psykotekniska institut inrättats 1943. Jacobsen, som tillförde svensk yrkesrådgivning flera viktiga impulser, återflyttade efter andra världskriget till Tyskland och var senare verksam som psykotekniker i Hamburg. Han utgav bland annat Vilket yrke passar bäst (1941, tillsammans med M. Ruthquist).